# マドンナ・ディ・カンピーリオ
マドンナ・ディ・カンピーリオ（イタリア語: Madonna di Campiglio）は、イタリア共和国トレンティーノ＝アルト・アディジェ州トレント自治県ピンツォーロにある分離集落（フラツィオーネ）。スキーリゾート地であり、アルペンスキーなどウィンタースポーツの国際競技会の開催としても知られる。

## 地理

### 位置・広がり
トレント県西部に位置する。行政上、集落の一部はラーゴリに含まれる。

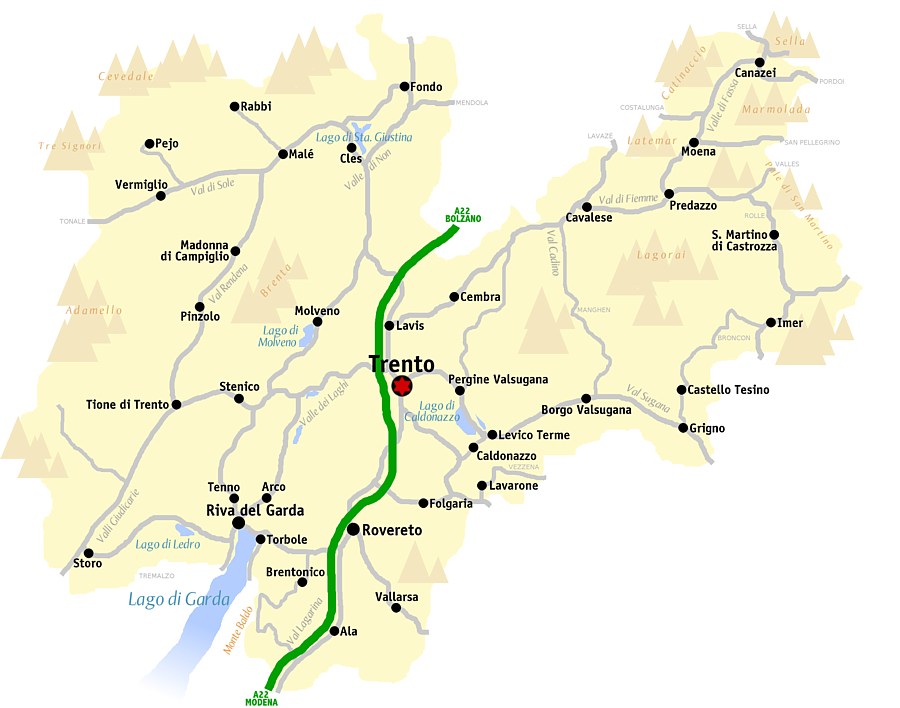
トレント県概略図

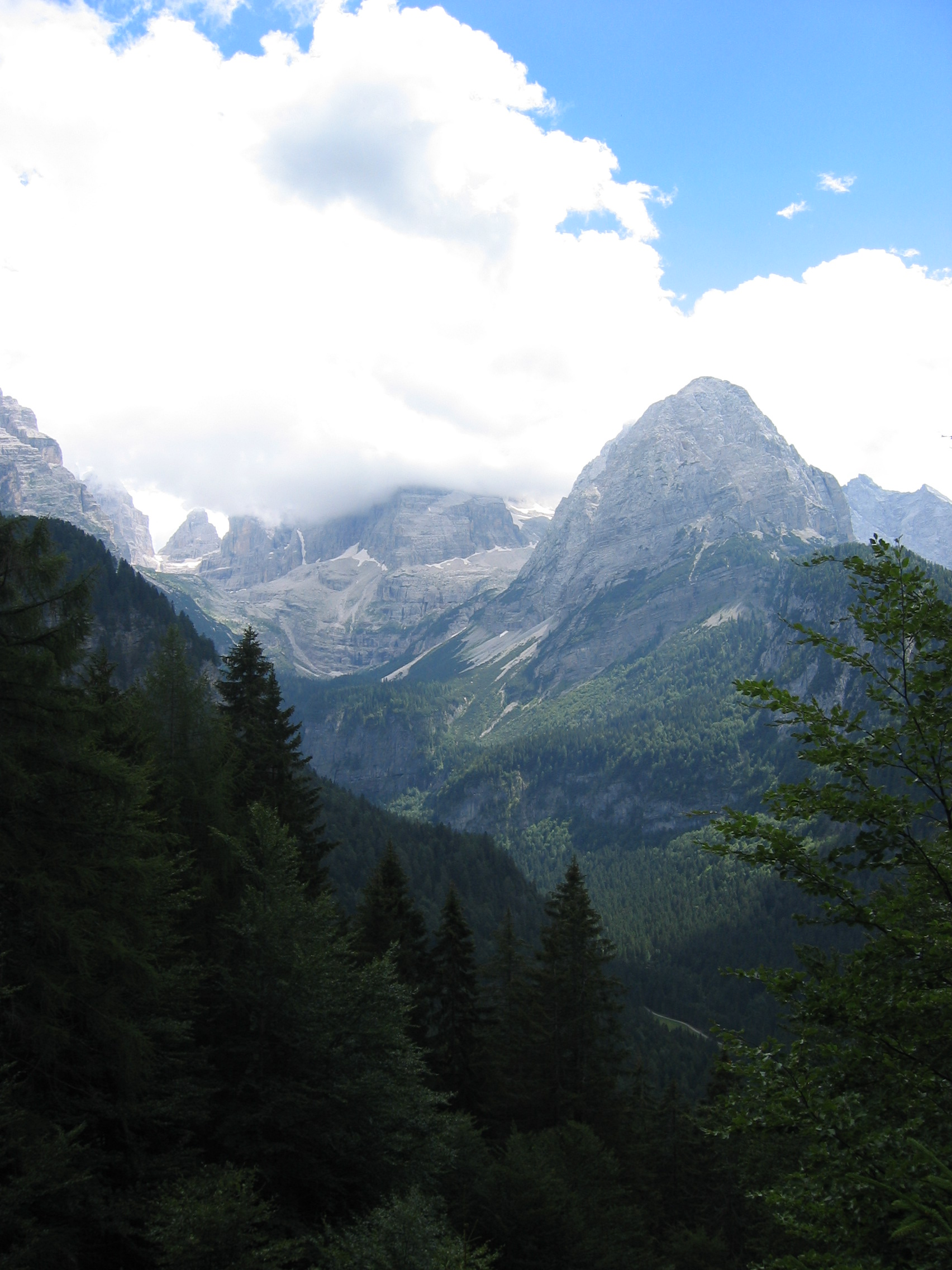
ブレンタ山地

## スポーツ

### スキー
アルペンスキー・ワールドカップやフリースタイルスキー・ワールドカップの競技が開催される。
2001年にはスノーボード世界選手権、2007年にはフリースタイルスキー世界選手権（2007年フリースタイルスキー世界選手権）の大会開催地となった。
1983年にはデフリンピック冬季大会が当地で開催されている。